# تاتيانا (اسم)
تاتيانا (بالإنجليزية: Tatiana)‏ هو اسم علم شخصي مؤنث يعتبر من أكثر أسماء الإناث شهرة في روسيا، هذا من أصل لاتيني وهو مشتق من اسم تاتيوس، وألذي كان يشير إلى عائلة رومانية نبيلة. يعتبر اسم مقدس عند المسيحيين نسبةً إلى القديسة تاتيانا الرومانية التي عاشت في القرن الثاني الميلادي.

## الشخصيات
- تاتيانا كازانكينا لاعبة ألعاب قوى روسية
- تاتيانا علي ممثلة أمريكية
- تاتيانا جولوفان لاعبة كرة مضرب فرنسية روسية
- تاتيانا ليسينكو لاعبة ألعاب قوى أسترالية روسية
- تاتيانا غريغورييفا لاعبة ألعاب قوى روسية
- تاتيانا كوتشاروفا ملكة جمال وعارضة أزياء تشيكية
- تاتيانا شميغا مغنية روسية